# Das Berghotel
Das Berghotel – Liebe und Schicksal in St. Christoph ist eine Heftromanserie die im Bastei-Verlag erscheint und der Heimatliteratur zuzurechnen ist. Die Serie ist ein Spin-Off der Serie Der Bergdoktor.

## Die Serie
Die Serie startete am 17. Januar 2012. Geschrieben werden die Romane von Verena Kufsteiner, wahrscheinlich ein Pseudonym. 
Die Handlung spielt in St. Christoph, einem imaginären Bergdorf im Zillertal. In diesem Ort steht ein altes Hotel, von dessen Geschichte und Geschichten die Serie handelt. Im selben Dorf spielt auch Der Bergdoktor. Die Protagonisten der Serie Das Berghotel sind Hotelier Andreas Kastler und seine Frau Hedi.
Im August 2021 erschien Band 250.
Seit 2015 erscheint die Romanserie ab Folge 96 in Form einer digitalen Ausgabe im Bastei Lübbe Verlag. 